# Beaulieu (Haute-Marne)
Pour les articles homonymes, voir Beaulieu.
Ancienne commune de la Haute-Marne, la commune de Beaulieu a été supprimée en 1849. Son territoire a été partagé entre les communes de Hortes, Rosoy et Rougeux.

## Démographie
| 1793 | 1800 | 1806 | 1821 | 1831 | 1836 | 1841 | 1846 |
| ---- | ---- | ---- | ---- | ---- | ---- | ---- | ---- |
| 149  | 160  | 151  | 87   | 121  | 117  | 118  | 94   |